# Върба (област Видин)
Вижте пояснителната страница за други значения на Върба.
Върба̀ е село в Северозападна България. То се намира в община Белоградчик, област Видин.

## География
Село Върба се намира на няколко километра от Стара планина и на 0.5 km от основния път, свързващ гр. Белоградчик с пещерата Магура. Селото е разположено в дере и е защитено от различни природни бедствия, а около него има обработваеми земи, някои от които през последните години са изоставени. Над селото, в посока гр. Белоградчик, се открива великолепна 360 градусова гледка към планинските ридове Ведерник, Венеца, към Белоградчишките скали и град Белоградчик, и към пещерата Магура. Около и в село Върба има широколистни гори – дъбови и букови, а през землището, през местността „Мъртвица“ минава приток на река Арчар. Поради географското разположение на селото, покритието на телекомуникационните оператори в отделни райони е по-слабо. Селото е еднакво отдалечено – на 13 км от общинския център гр.Белоградчик и от гр. Димово /12 км./, както и на 6 км от пещерата Магура и Рабишкото езеро.

## История
Селото е на приблизително същото място от началото на 19 век. В землището му има старинно гробище. През 1874 в гората в близост до селото пада метеорит, от който има части в Будапеща и Лондон.
Има изоставен стопански двор. През 1970-те в селото е имало 300 глави добитък и множество декари обработвана земя и около 100 жители.

## Население
Преброяване на населението през 2011 г.
Численост и дял на етническите групи според преброяването на населението през 2011 г.:
|                     | Численост | Дял (в %) |
| Общо                | 18        | 100,00    |
| Българи             | 18        | 100,00    |
| Турци               | 0         | 0,00      |
| Цигани              | 0         | 0,00      |
| Други               | 0         | 0,00      |
| Не се самоопределят | 0         | 0,00      |
| Неотговорили        | 0         | 0,00      |

## Религии
Няма църква, но се изповядва източноправославна религия. Има оброчище, където са се извършвали религиозни обреди.

## Културни и природни забележителности
Воденица в землището на селото. Изоставена през 1950-те. Останали са само каменните основи. Намира се на реституирана земя и е частна собственост.

## Редовни събития
Събор на 2 – 3 юни всяка година.

## Личности
Димитър Спасов – върховен съдия в Народния съд през 1945 година. Роден през 1905.